# میگوهای راستین پیشین
میگوهای راستین پیشین (نام علمی: Procarididea) نام یک فروراسته از زیرراسته شنابران است.